# حصن الغراب

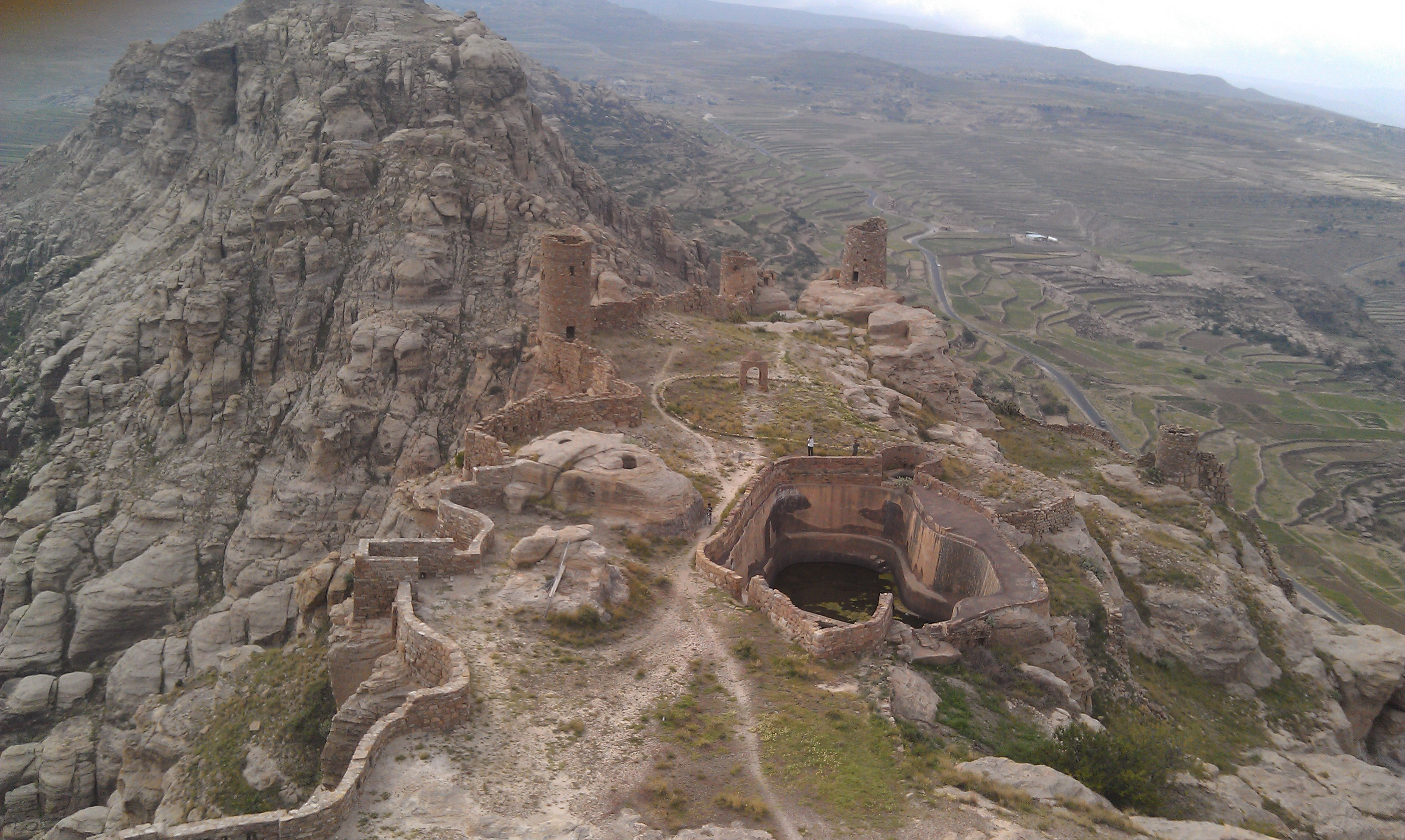
حصن الغراب بمدينة ثلا.

حصن الغراب في مدينة ثلاء اليمنية  هو قلعة أثرية قديمة تبعد 45 كيلومتر تقريباً عن العاصمة صنعاء ويجمع في قدمه بين آثار الحضارة الحميرية وبين آثار السلطنة والأئمة حتى عهد قريب. تشعر بذلك وأنت تقف على تلك المعالم الأثرية والتاريخية من بقايا القصور والبرك وأبراج الحراسة وأسوار التحصينات والمقابر الصخرية ومدافن الحبوب المحفورة في الصخور والأراضي الزراعية وبوابتي الحصن العجيبتين.
يقال أنه كان قد تم ترشيح هذا الحصن ضمن جائزة الآغا خان للعمارة 2013م.
ويوصف هذا الحصن بالحصين كونه جعل من المدينة ومنه ملاذا آمنا لكل هارب أو متحصن أو معارض أو داعية و قد تكسرت أمامه كل وسائل الهجوم كما أنه كان مقرا للعديد من العلماء والدعاة والأئمة والأمراء.
نسجت حول الحصن العديد من القصص والأساطير لذوي البطولات والمعارك وأشهر تلك المعارك ما دار بين الأمام المطهر والأتراك.
توجد بأعلى الحصن نقوش حميرية سبئية كما يوجد به مسجدان تولى بناء أحدهم الإمام عبد الله بن حمزة أما الأخير والموجودة بقاياه في الحصن.
توجد أيضاً في سطحه بركتان مقضضتان محفورتان في الصخر والكثير من المدافن والمنازل والمقابر المحفورة في الصخر أو المبنية بالحجارة خلال دولة الحسين بن القاسم العياني ...ويقدر ذلك فيما بين 375(هجرية -450) هجرية..تم العمل على ترميم وتوسيع مدرج الحصن وبوابتيه وأسواره وعدد من المباني والأبراج، كذلك كان الأمام المطهر بن شرف الدين له دور في ترميم وتجديد البناء هذا الحصن.

## صور

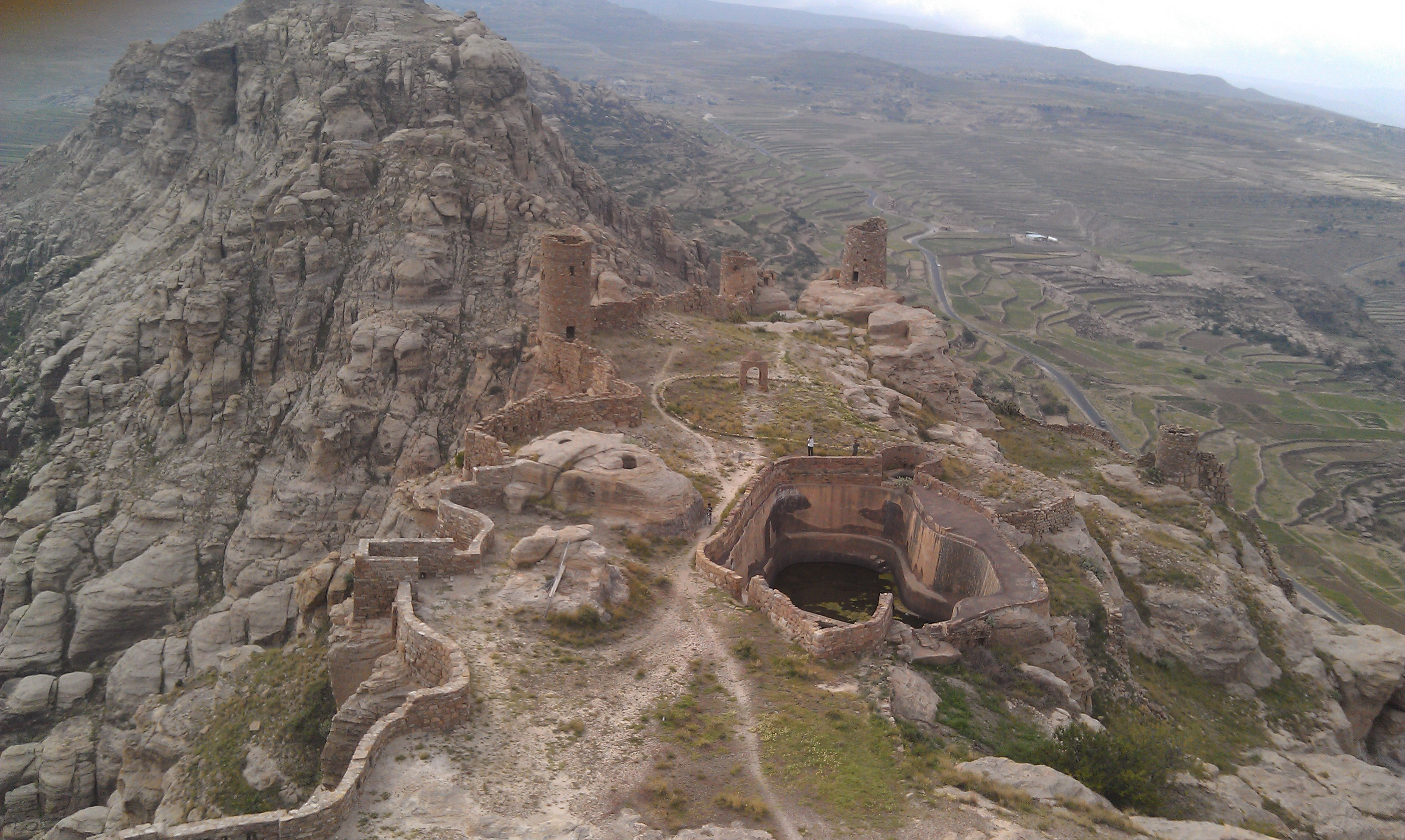
أحد جوانب الحصن من قمة الجبل
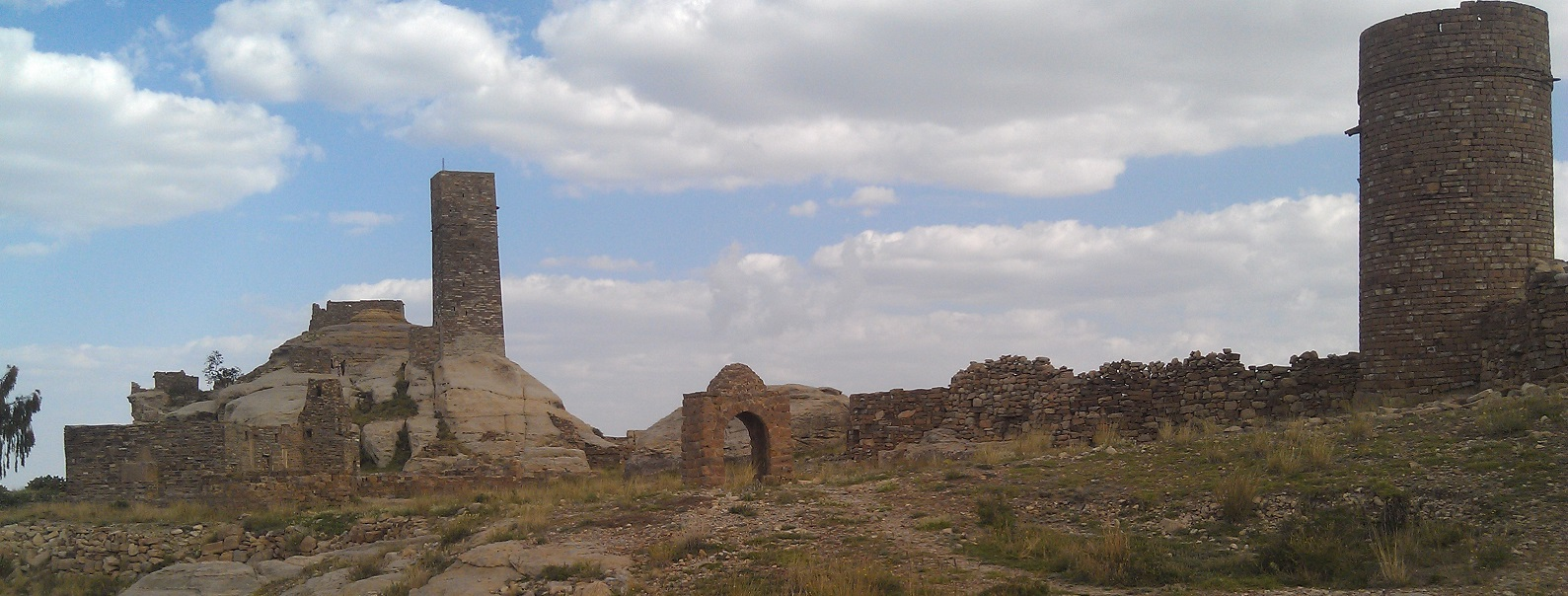
جانب آخر من الحصن.
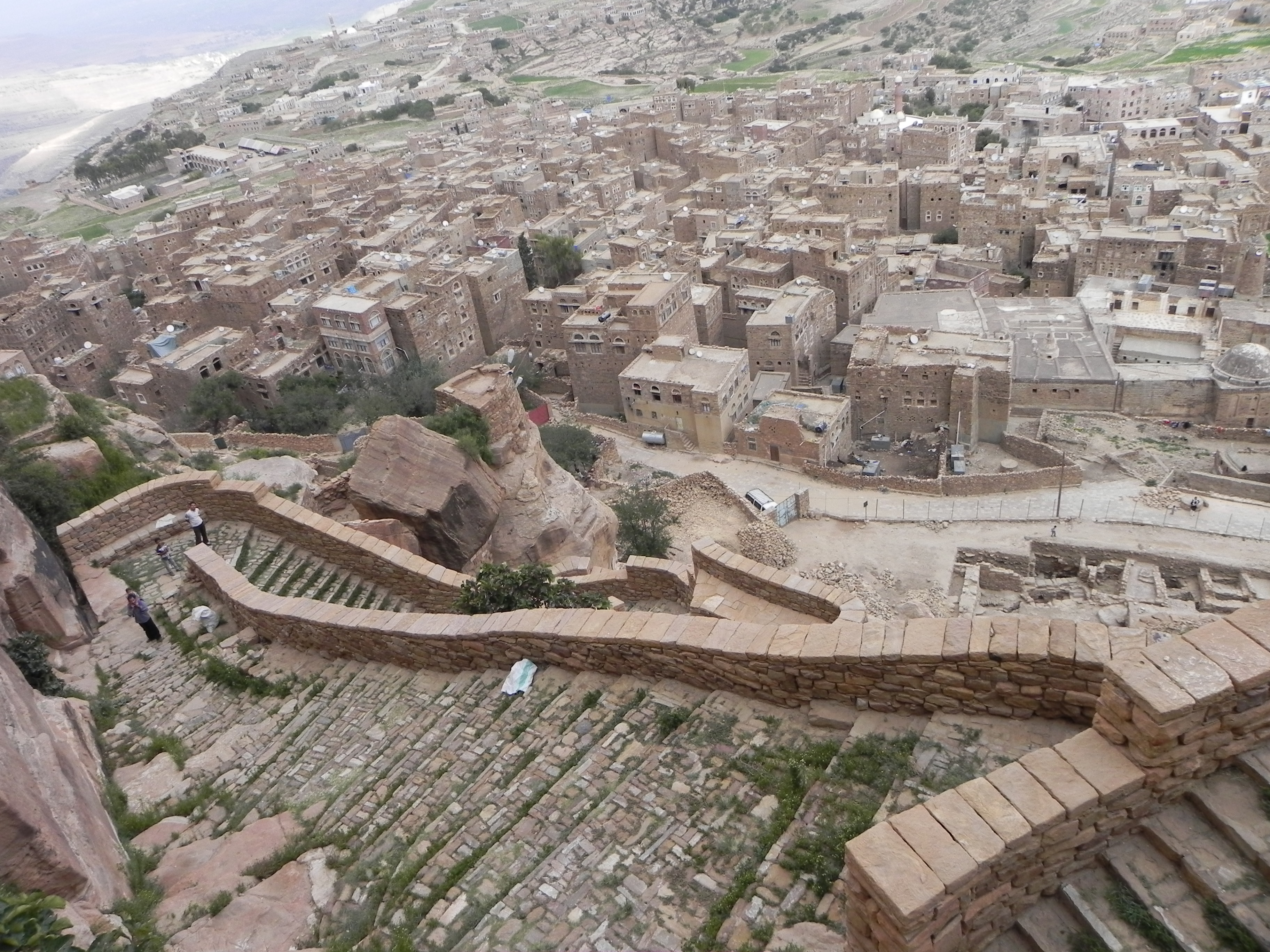
مدرجات تقود إلى أعلى الحصن.
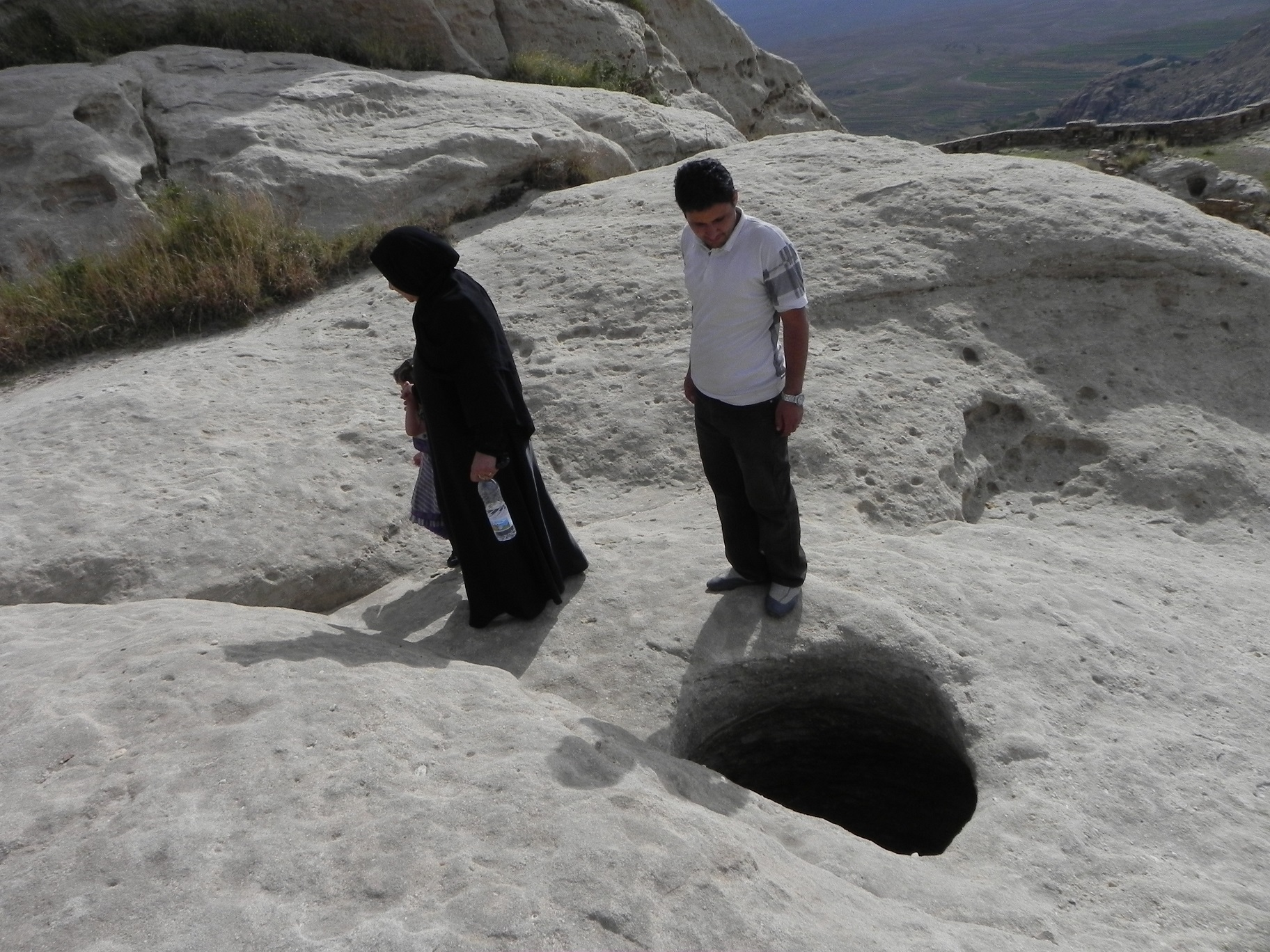
مدافن خاصة بالحبوب وبعض عمليات الإعدام منحوتة على الصخور أعلى الجبل.